# Arándiga
Arándiga es un municipio y localidad española de la provincia de Zaragoza, en la comunidad autónoma de Aragón. El término municipal, ubicado en la comarca de la Comunidad de Calatayud y atravesado por los ríos Aranda e Isuela, tiene una población de 264 habitantes (INE 2024).

## Geografía
Está situada a unos 70 km de Zaragoza capital. Por su término municipal discurren los ríos Aranda e Isuela, hasta que ambos se unen en lo que localmente se conoce como "La juntura", y continúan hasta desembocar en el río Jalón. 

## Demografía
Arándiga cuenta con una población de 264 habitantes (INE 2024).
| Gráfica de evolución demográfica de Arándiga entre 1842 y 2021                                                      |
| |
| Población de derecho según los censos de población del INE Población de hecho según los censos de población del INE |

## Economía

### La Huerta
Es conocida por la calidad de los ajos que produce, producción que se complementa con la fruta y la ganadería, base de la economía local.
| Tipos de cultivo           | %  |
| -------------------------- | -- |
| Labor secano               | 37 |
| Labor regadío              | 3  |
| Pastos y terrenos incultos | 48 |
| Olivar                     | 3  |
| Viña                       | 5  |
| Frutales                   | 4  |
| Frutos secos               | 3  |
| Otros                      | 7  |

Área de Estadística, Dirección General del Catastro 2013. Datos referentes al año 2012.

## Símbolos
Emplea como armas un escudo partido y recortado: primero, de oro, cuatro palos de gules (Aragón); segundo, de gules, luneta renversada de plata; tercero, de plata. Se timbra con corona real cerrada. Y usa como bandera, paño amarillo de proporción 2/3, de esquina a esquina del paño, un aspa roja, y en el centro del aspa una luna blanca con las puntas hacia abajo.

## Administración y política
| Período   | Alcalde                           | Partido |  |
| --------- | --------------------------------- | ------- |  |
| 1979-1983 | Rafael Trasobares Murillo         | PAR     |  |
| 1983-1987 |                                   |         |  |
| 1987-1991 | Conrado Domingo Pérez             | AP      |  |
| 1991-1995 | Conrado Domingo Pérez             | PP      |  |
| 1995-1999 | Conrado Domingo Pérez             | PP      |  |
| 1999-2003 | Conrado Domingo Pérez             | PP      |  |
| 2003-2007 | Conrado Domingo Pérez             | PP      |  |
| 2007-2011 | Conrado Domingo Pérez             | PP      |  |
| 2011-2015 | Conrado Domingo Pérez             | PP      |  |
| 2015-2019 | Emilio Francisco Garza Trasobares | CHA     |  |

| Partido político    | Partido político                                   | 2003   | 2007   | 2011   | 2015   |
| Partido político    | Partido político                                   | Ediles | Ediles | Ediles | Ediles |
|                     | Chunta Aragonesista (CHA)                          | 1      | —      | 3      | 4      |
|                     | Partido Popular de Aragón (PP)                     | 5      | 4      | 4      | 3      |
|                     | Partido de los Socialistas de Aragón (PSOE-Aragón) | 1      | 0      | 0      | 0      |
|                     | Partido Aragonés (PAR)                             | —      | 0      | —      | 0      |
|                     | Independientes                                     | —      | 3      | —      | —      |
| Total de concejales | Total de concejales                                | 7      | 7      | 7      | 7      |

## Monumentos y lugares de interés

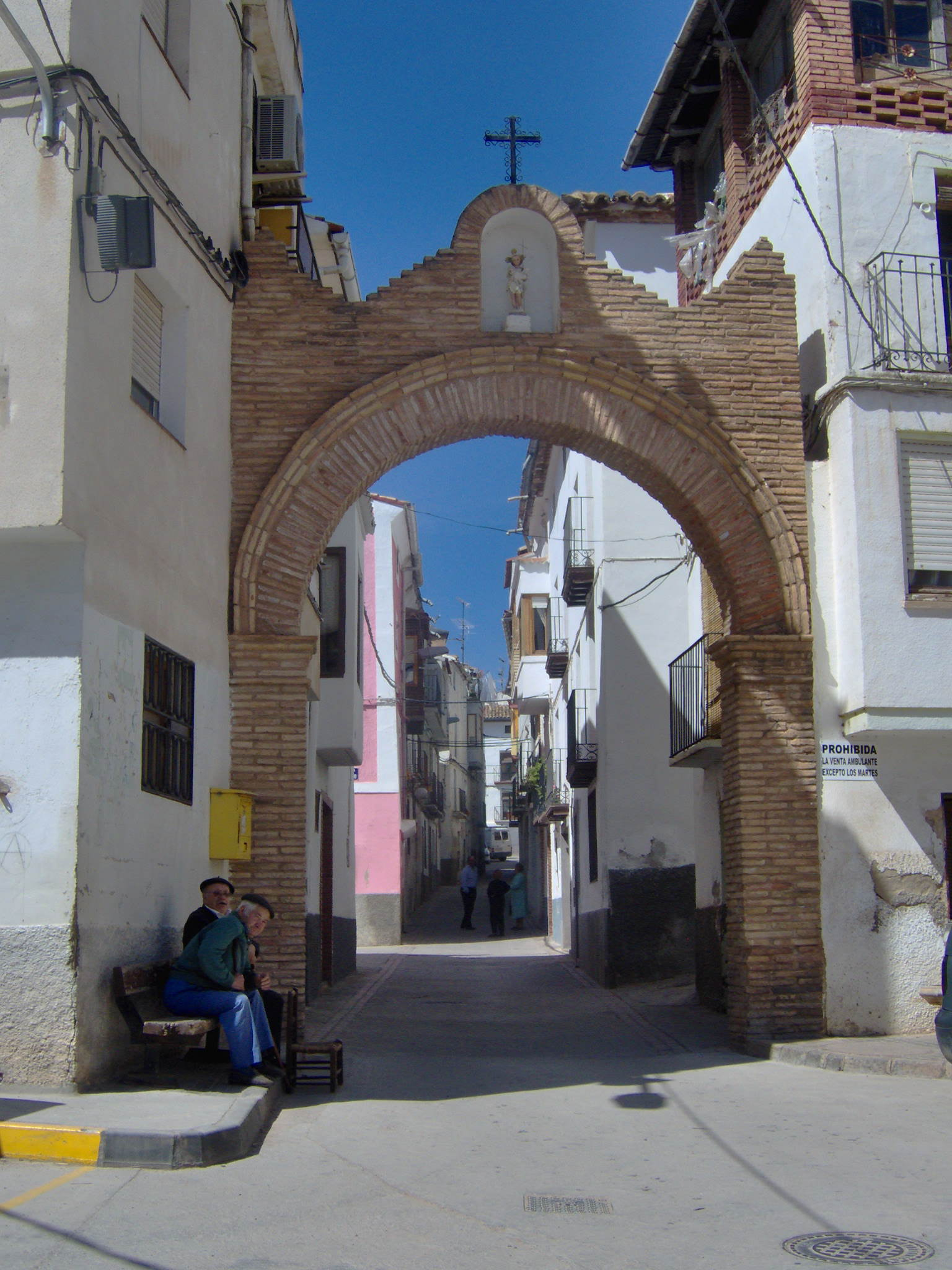
Arco de la Villa

La población tiene un castillo árabe en ruinas y para el que existe un proyecto de rehabilitación. También dispone de una ermita y una iglesia de la misma época del castillo (arte mudéjar).
La villa de Arándiga fue concedida por Alfonso II a Pedro de Huesca en 1188, continuando en situación de señorío en las centurias siguientes, si bien recibió algunos privilegios por parte de la Corona en la persona de Pedro IV. 
Después fue de los condes de Morata. En sus armas se refleja tanto su vinculación a la Corona real de Aragón ("barras" de Aragón) como al señorío indicado. 
Se conoce su acción a favor de la desvinculación señorial en 1820, así como sus disidencias por su residualismo feudal en 1874.

## Paisajes

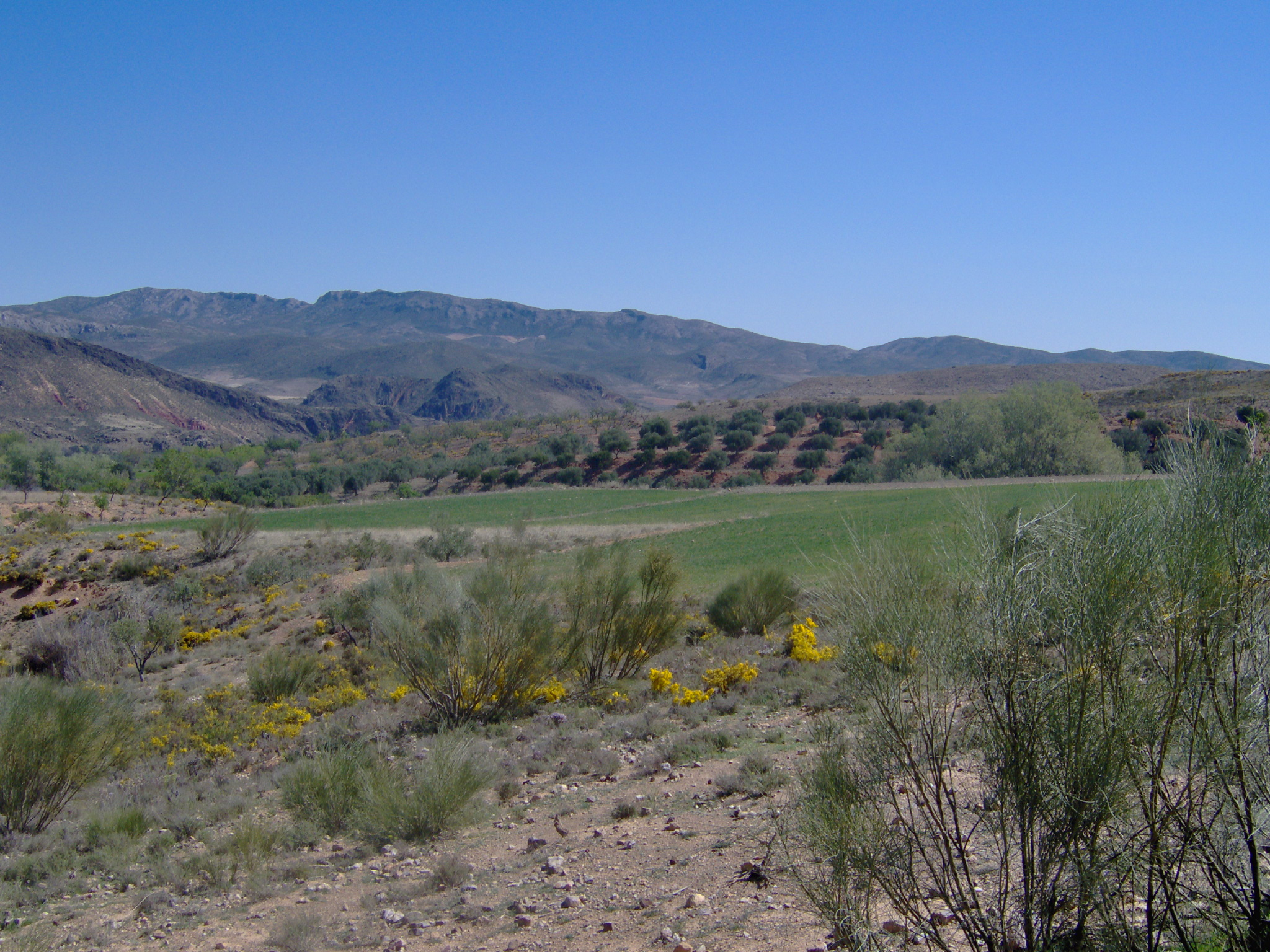
Paisaje en el camino de Arándiga a Brea de Aragón.

En el término de Arándiga tiene lugar la confluencia de los ríos Aranda e Isuela que nacen en las estribaciones del Moncayo. Estos a su vez desembocan en el río Jalón que riega también parte de su término.
El contraste de la Sierra de Arándiga, con profusión de plantas propias de terrenos pobres y pedregosos como el romero y tomillo, contrasta con el verdor de sus vegas.
Existen muchas fuentes en todos los ríos que se pueden descubrir por pequeños caminos y senderos, a veces en lugares ocultos por la profusión de zarzas y matojos. Por su término pasa el sendero GR 90 Tierras del Moncayo y Sistema Ibérico.
La principal y más grande es la Fuente de la Zarza, que se encuentra en la carretera a la salida del pueblo, con cuatro caños de agua potable y formando conjunto con el lavadero, todavía en uso. Otra fuente importante es La Anilla, al lado del Río Aranda y en un lugar de enorme belleza, siguiendo por este río encontraremos la Fuente El Piojo, la fuente de la Gruta y en un entorno más cercano al pueblo La Fuente de Mi Lugar. En la huerta del río Jalón tenemos la conocida Fuente de Santa María.  Aparte de las nombradas,  existen varias fuentes y manantiales en la zona, así como acequias de riego utilizadas ya por los árabes que todavía perduran y se hace buen uso de ellas.
No puede olvidarse El Salto de las Minas. Cuando lleva abundante caudal el río salta un desnivel provocando una catarata de agua más que considerable que asombra por su singularidad y encanto.

## Fiestas
Sus fiestas principales son: Romería a la ermita de los patrones el segundo lunes de mayo; fiestas de San Cosme y San Damián, del 26 al 28 de septiembre (patronales); y la fiesta de la Purísima Concepción el 8 de diciembre.